# 新卡贊庫瓦捷
47°16′0″N 36°11′11″E / 47.26667°N 36.18639°E
新卡贊庫瓦泰（烏克蘭語：Новоказанкувате）是位於烏克蘭東南部的村莊，由扎波羅熱州別爾江斯克區的切爾尼希夫卡市鎮負責管轄。該村始建於1931年，面積3.19平方公里，海拔高度136米，2001年人口752，人口密度每平方公里235.7人。